# Пуреш
Пуреш (? — 9 квітня 1241) — мокшанський цар (каназор), очільник мокшанського ранньофеодального політичного утворення, відомого у руських літописах як «Пурешева волость», котра сполучила низку князівств. Мав сина Атямаса і доньку Нарчатку. У літописних зводах XII й XIII століть Пуреш згадується як сучасник Пургаса і його основний суперник.

## Поволжя
Землі, об'єднані під владою Пуреша, включали басейни річок Цни, Вада, середньої течії річок Мокші і Сури. Здобув ряд перемог у війнах з заліськими князівствами. З 1220 року — союзник володимирського князя Юрія Всеволодовича у війні з Пургасом і булгарским ханом Алмушем за гирло Оки. Підтримував союзницькі відносини з половецьким ханом Котяном.
За Лаврентіївським літописом, 1229 року «того ж літа переможи Пургаса Пурешев син з Половці, побив Мордву і всю Русь Пургасову, а Пургас ледь вмале утече».
Нашестя моголів у вересні 1236 року поставило Пуреша перед вибором, оскільки його володіння, розташовані в лісостеповій зоні, були відкриті для монгольської кінноти. Прийнявши пропозицію Батия, Пуреш став його васалом і разом зі своїм військом супроводжував монголів у їхньому поході в Центральну Європу.

## Європейський похід
У початку 1241 року військо Пуреша брало участь у взятті Любліна і Завихоста як авангард монгольської армії. Під час облоги фортеці Сандомир в лютому і Кракова в березні 1241 року мокшани зазнали значних втрат.
Напередодні битви при Легниці (1241 рік) Пуреш повів таємні переговори з Генріхом Благочестивим про перехід на сторону німців і богемів, сподіваючись при їх підтримці вийти з-під влади Батия. Після таємних переговорів 8 квітня 1241 року Пуреш відмовився воювати з німцями, посилаючись на великі втрати, і сказав Субедею, що його воїни втомилися. Субедей наказав відвести мокшанські війська в тил на відпочинок і здати зброю їх змінникам. Він обіцяв дати воїнам Пуреша нову зброю, яку доставляли обозами з тилу. У ніч на 9 квітня монголи перебили багатьох з них сплячими. Першими були вбиті каназор Пуреш і його син Атямас. Ті, кому вдалося втекти, повернулися в землі мокшан і повідомили про те, що сталося, Нарчатці, дочці Пуреша. Нарчатка, на чолі зібраної нею армії, спустошила тили монголів. Наступним етапом монголо-мокшанського протистояння стало Золотарівське побоїще.

## Хроніки і літописи, що згадують Пуреша
- Повне зібрання російських літописів (ПСРЛ). Т. 1. М., 1997..
- Itinerarium fratris Willielmi de Rubruquis de ordine fratrum Minorum, Galli, Anno gratia 1253. ad partes Orientales.

## Образ царя Пуреша в літературі
- Образ царя Пуреша яскраво зображений в психологічній драмі А. Пудіна «Каназор»[8].
- Пуреш є одним з основних дійових осіб в епічній поемі Я. Кулдуркаева «Ерьмезь»[9].